# کتابخانه عمومی جهرم

کتابخانه عمومی جهرم

کتابخانه عمومی شهرستان جهرم در سال ۱۳۵۱ راه اندازی شد و در قریب به چهل سال فعالیت خود، خدمات متنوع فرهنگی و علمی به اهالی جهرم ارائه نموده‌است. این کتابخانه بنا به آمار پایان سال ۱۳۹۰ با حدود ۲۵۰۰۰ نسخه کتاب در موضوعات مختلف آماده ارائه خدمات مختلف به مراجعان است.